# Igreja da Misericórdia de Messejana
A Igreja da Misericórdia de Messejana, igualmente conhecida como Igreja da Santa Casa da Misericórdia de Messejana, é um monumento religioso na vila de Messejana, no Município de Aljustrel, na região do Alentejo, em Portugal.

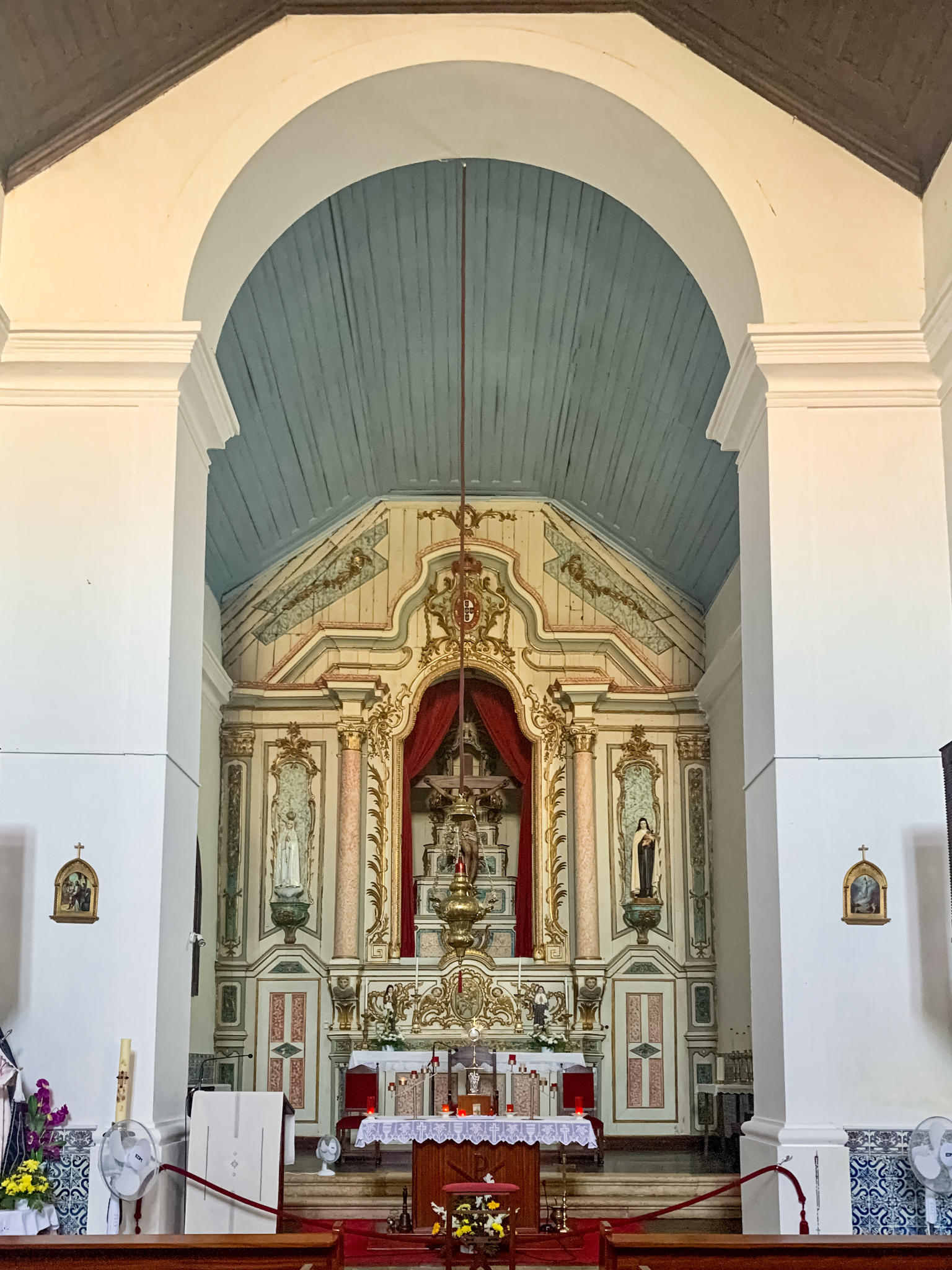
Interior da igreja em Agosto de 2022, vendo-se ao fundo o altar-mor.

## Descrição
O imóvel está situado na Praça Primeiro de Maio, no centro da vila, e nas imediações de outros monumentos, como a Torre do Relógio, o pelourinho e a Casa dos Morgados Moreiras. Apresenta uma miscelânea de estilos, combinando influências manuelinas, maneiristas, barrocas e rococós.
A fachada principal, no estilo barroco, é caiada de branco, com um soco em tons azuis, e está organizada num só pano, ladeado por contrafortes em escorço. No centro abre-se um portal de cantaria com verga recta adintelada, encimada por uma cartela de configuração quadrilobada, onde se encontra a inscrição 1570. Esta cartela é ladeada por dois medalhões, com o da esquerda a mostrar as cinco chagas de Cristo, enquanto que a oposta tem um leão rompante. Em cima abre-se um janelão, sendo a fachada rematada por uma empena polilobada e emoldurada, que é coroada por uma cruz em cantaria, e ladeada por urnas em argamassa sobre os contrafortes. À direita da fachada é visível a parede da capela lateral, com uma janela, e que é encimada por um campanário de espadana com dois olhais. A complexidade da fachada contrasta com a bastante sóbria planimetria do edifício, seguindo uma configuração típica das igrejas de misericórdia no Sul de Portugal, com apenas uma só nave e uma capela-mor ligeiramente mais elevada. A igreja inclui igualmente uma capela lateral, uma sacristia e outras dependências. Esta capela lateral é de especial interesse pelos seus elementos tardo-manuelinos e pelo retábulo maneirista, sendo coberta por uma abóbada de nervuras que formam um rosetão ornamentado no centro. A chave apresenta um leão rompante, sendo de cantaria caiada, como as mísulas. Segundo o artigo Algumas notas historicas sobre Messejana, publicado em 1931 pelo investigador Soares Victor, estas são as armas da família dos Silvas, sendo uma referência ao fundador da igreja, D. Lourenço da Silva. O retábulo está decorado com talha dourada e policromada, com um painel retratando a cena do Pentecostes sobre o túmulo do Senhor Morto.
O retábulo-mor integra-se nos estilos rococó e tardo-barroco, sendo igualmente ornamentado com talha dourada e policromada.

## História
A igreja foi construída em 1570, tendo Soares Victor afirmado que a construção foi quase totalmente custeada pelo D. Lourenço da Silva, que também ordenou a instalação do convento franciscano. Fazia parte da família dos Silvas, que esteve ligada a Messejana desde que a vila foi entregue pelo rei D. João III ao nobre João da Silva, sexto senhor de Vagos, ainda no século XVI.
O edifício foi alvo de extensas obras de remodelação entre os séculos XVII e XVIII, tendo sido expandidos os espaços da nave e da capela-mor e alterada a sua orientação, passando a antiga capela-mor a funcionar como uma capela lateral. Neste período foram igualmente instalados alguns retábulos e edificada a nova fachada principal. O guarda-vento foi instalado no século XX, e em 2015 foi lançada uma proposta para a classificação da igreja como Imóvel de Interesse Municipal.

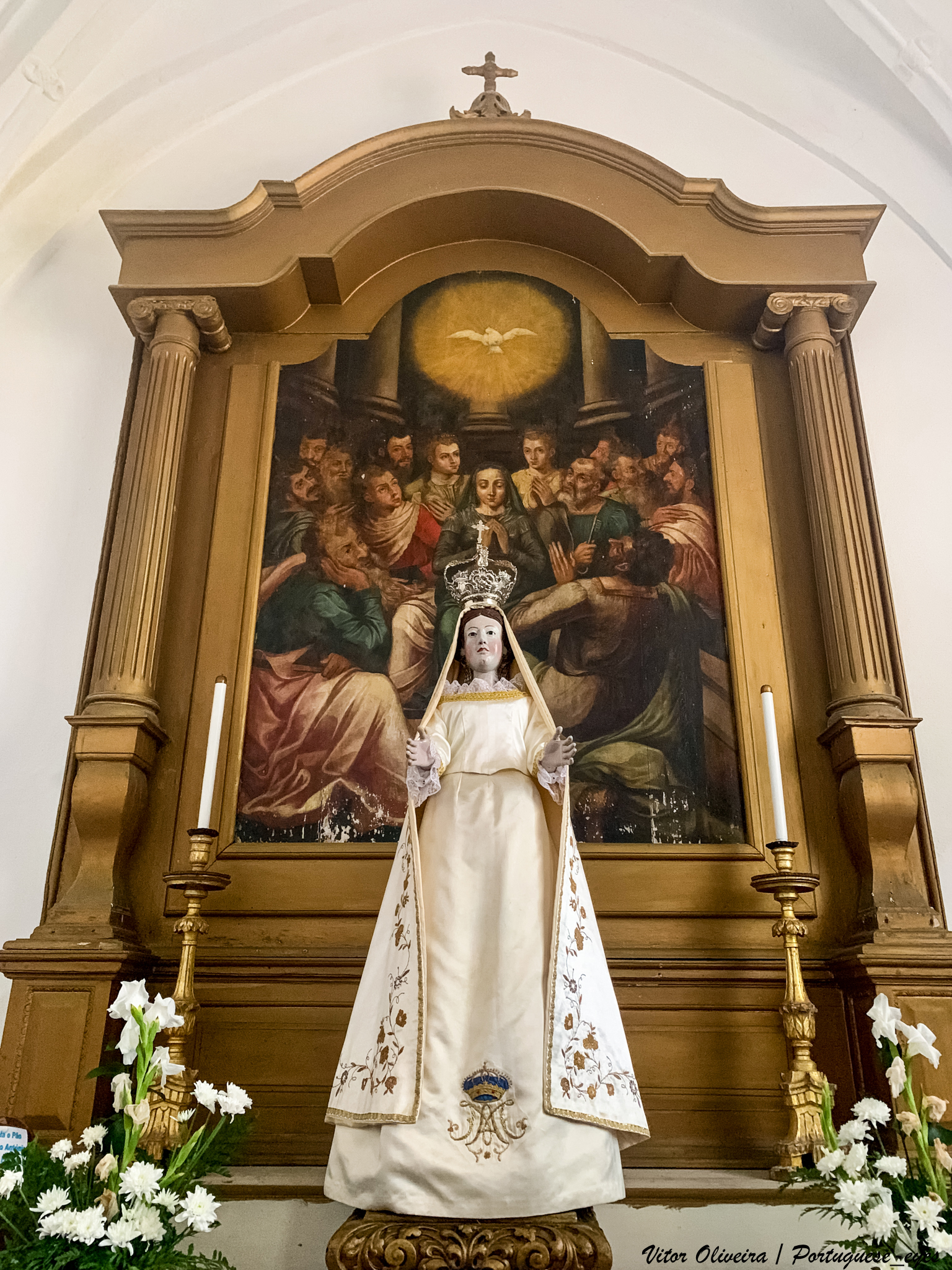
Pormenor do altar na capela lateral.

## Leitura recomendada
- LOBATO, João Rodrigues (1983). Aljustrel: Monografia. Aljustrel: Câmara Municipal de Aljustrel. 409 páginas